# Wucui
Wucui (乌翠区,  Wūcuì Qū) ist ein Stadtbezirk der bezirksfreien Stadt Yichun in der chinesischen Provinz Heilongjiang im Nordosten der Volksrepublik China. Der Stadtbezirk hat eine Fläche von 2.397 Quadratkilometern und 72.259 Einwohner (Stand: Zensus 2020).